# Deklaracja praw

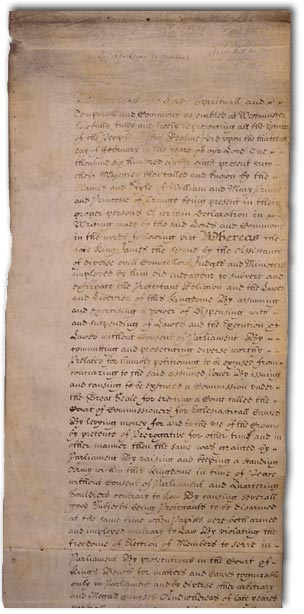
Skan Deklaracji Praw

Deklaracja praw (ang. Declaration of Rights) – petycja do króla Anglii z 13 lutego 1689. Zaprzysiągł ją Wilhelm III Orański. Została zaakceptowana przez parlament i 16 grudnia 1689 przyjęła kształt ustawy o prawach (ang. Bill of Rights).
W trzynastu punktach wyliczała podstawowe nadużycia władzy, popełnione przez dynastię Stuartów. Jednocześnie przy każdym z tych punktów sformułowano nowe zasady prawne, które odnosiły się do uprawnień monarszych. Ich celem było zapobieżenie nawrotowi absolutyzmu.
Najważniejsze postanowienia:
- król nie mógł wykonywać prawa suspensy (czyli zawieszania ustaw parlamentu wobec wszystkich osób) bez zgody parlamentu;
- bezwzględny zakaz udzielania dyspensy (czyli uchylania ustaw parlamentu w odniesieniu do niektórych osób bądź czynności);
- król nie mógł nakładać podatków bez zgody parlamentu;
- zakaz utrzymywania stałej armii w czasie pokoju;
- poddani mogli odtąd wnosić petycje w sprawach zarówno publicznych, jak i prywatnych;
- postulat częstszego zwoływania sesji parlamentu oraz wprowadzenie wolności słowa oraz debat;
- zniesiono restytuowany przez Jakuba II Sąd Wysokiej Komisji;
- postulat powoływania na sędziów przysięgłych ludzi uczciwych, którzy nie są stronnikami monarchy.

W 1690 rozszerzono postanowienia Bill of Rights o dalsze dwa:
- władca przed wstąpieniem na tron miał potępić katolicki dogmat o transsubstancjacji;
- królem nie mógł zostać katolik, ani też osoba wstępująca w związek małżeński z przedstawicielem tego wyznania.

Uzupełnieniem Deklaracji była Ustawa o następstwie tronu.
Od momentu wydania Deklaracji Praw faktyczna władza w państwie należała zatem do parlamentu. Władza królewska poddana została bowiem kontroli parlamentu, co uczyniło Anglię pierwszą na świecie monarchią parlamentarną. Religią panującą pozostał anglikanizm, tolerowano poddanych należących do dysydenckich wspólnot protestanckich, natomiast katolicy nie mogli piastować urzędów państwowych (częściowe odwołanie tych zakazów nastąpiło w 1829).